# ...And You Will Know Us by the Trail of Dead
…And You Will Know Us by the Trail of Dead, nome que traduzido do inglês significa "...E você saberá que somos nós pela trilha de mortos", também conhecida simplesmente como Trail of Dead, é uma banda estadunidense de indie rock conhecida pelas suas performances que assemelham-se ao "antigo rock'n roll", como a usual quebra dos instrumentos e por sua música mais pesada.
É composta por Conrad Keely, como vocalista, guitarrista, baterista e pianista e Jason Reece, como baterista, vocalista e guitarrista, que são os dois principais, também é composta de Kevin Allen, como guitarrista e vocalista, Danny Wood, como baixista e vocalista e Doni Schroeder, como baterista e percussionista. De acordo com a página na web da banda, o nome vem de um antigo ritual maia, entrevia, essa explicação é apenas uma brincadeira.
A banda foi criada em 1994, e continua na estrada, já tendo lançado onze álbuns.
2020 e o Décimo Álbum
Com doze faixas, The Godless Void and Other Stories é o título do atual álbum da banda. Conrad Keely disse a revista Rolling Stone que o novo disco tem parte de sua inspiração vinda do livro 'The War of Art' do autor Steven Pressfield. Jason Reece descreve a inspiração para o álbum como "a ideia de perda, deixando para trás alguém ou alguma coisa importante de sua vida". Também confirma inspiração vinda de bandas como Talk Talk, Killing Joke e Laurie Anderson. Oito músicos fazem parte da banda mas somente Keely e Reece permanecem como membros originais.

## Discografia

### Álbuns de Estúdio
| Ano  | Álbum                                      | UK  | US  | GER | Gravadora                     |
| ---- | ------------------------------------------ | --- | --- | --- | ----------------------------- |
| 1998 | …And You Will Know Us by the Trail of Dead | –   | –   | –   | Trance Syndicate              |
| 1999 | Madonna                                    | –   | –   | –   | Merge Records                 |
| 2002 | Source Tags & Codes                        | 73  | –   | 64  | Interscope Records            |
| 2005 | Worlds Apart                               | 92  | 88  | 40  | Interscope Records            |
| 2006 | So Divided                                 | 190 | 188 | 72  | Interscope Records            |
| 2009 | The Century of Self                        | –   | 169 | 38  | Richter Scale/Justice Records |
| 2011 | Tao of the Dead                            | NA  | NA  | 18  | Richter Scale/Superball Music |
| 2012 | Lost Songs                                 |     |     | 47  | Richter Scale/Superball Music |
| 2014 | IX                                         | –   | –   | 63  | Superball Music               |
| 2020 | X: The Godless Void and Other Stories      |     |     |     | Dine Alone Records            |
| 2022 | XI: Bleed Here Now                         |     |     |     | Dine Alone Records            |

### Singles
- 2000 - "Mistakes & Regrets"
- 2002 - "Another Morning Stoner"
- 2002 - "Relative Ways"
- 2004 - "Worlds Apart"
- 2005 - "And the Rest Will Follow"
- 2006 - "A Classic Art Showcase"
- 2006 - "Wasted State of Mind"
- 2009: "Isis Unveiled" (Radio Edit) promo only for radio stations
- 2010: "Summer of All Dead Souls"
- 2012: "Catatonic"
- 2014: "The Ghost Within"
- 2014: "The Lie Without a Liar"
- 2019: "Don't Look Down"

### EPs
- Relative Ways (Novembro, 6, 2001)
- The Secret of Elena's Tomb (Abril, 1, 2003)
- Worlds Apart - EP  (Outubro, 12, 2004)
- Festival Thyme (Outubro, 21, 2008)
- Tao of the Dead Part III (Dezembro, 16, 2013)

### Videoclipes
- "Mistakes & Regrets"
- "Relative Ways"
- "Another Morning Stoner"
- "All St. Day" (on the Worlds Apart' bonus DVD)
- "The Rest Will Follow"
- "Caterwaul"
- "Naked Sun" (Edit)
- "Isis Unveiled" (Radio Edit)
- "Summer of all Dead Souls"
- "Catatonic"
- "Lost Songs"
- "The Ghost Within"
- "The Lie Without a Liar"
- "Don't Look Down"